# MycoBank
MycoBank é um banco de dados on-line, que documenta novos nomes e combinações micológicos, às vezes trazendo descrições e ilustrações das espécies. É administrado pelo centro de biodiversidade de fungos Centraalbureau voor Schimmelcultures, na cidade de Utrecht, nos Países Baixos.
A cada novo nome proposto, depois de ser analisado por especialistas de nomenclatura e se estiver em conformidade com o ICBN (Código Internacional de Nomenclatura Botânica), é atribuído um número único MycoBank antes que o novo nome foi validamente publicado. Esse número, em seguida, podem ser citado pelo autor da nomeação na publicação, onde o novo nome está sendo introduzido. Só então, este número exclusivo torna-se público no banco de dados.
Ao fazer isso, este sistema pode ajudar a resolver o problema de saber qual nomes foram validamente publicados e em que ano.
O MycoBank está ligado a outros bancos de dados micológicos importantes, tais como Index Fungorum, Life Science Identifiers, Global Biodiversity Information Facility, dentre outros bancos de dados.